# Fosfato de tri-1-naftila
Fosfato de tri-1-naftila ou fosfato de trinaftalen-1-ila é um composto orgânico, um éster fosfato derivado do 1-naftol, de fórmula C30H21O4P, SMILES C1=CC=C2C(=C1)C=CC=C2OP(=O)(OC3=CC=CC4=CC=CC=C43)OC5=CC=CC6=CC=CC=C65 e massa molecular 476,459102. É classificado com o número CAS 4004-51-7.